# لاري أوكونور
لاري أوكونور هو نقابي وسياسي كندي، ولد في 4 مايو 1956 بأوشاوا في كندا. حزبياً، نشط في الحرب الديمقراطي الجديد لأونتاريو. وقد انتخب عضو برلمان مقاطعة أونتاريو.